# Drilocephalus iliarensis
Drilocephalus iliarensis is een keversoort uit de familie withaarkevers (Dascillidae). De wetenschappelijke naam van de soort is voor het eerst geldig gepubliceerd in 1930 door Bruch.